# Mohamed Merza
Mohamed Merza (født 17. April 1987) er en bahrainsk håndboldspiller, der spiller for Al-Najma og Bahrains håndboldlandshold.
Han deltog under VM i håndbold 2017.